# A Rota do Brilho
A Rota do Brilho é um filme brasileiro de 1990, do gênero policial, dirigido por Deni Cavalcanti. È estrelado por Alexandre Frota e Marcos Manzano.

## Sinopse
Os detetives Ton e Nil investigam o tráfico de drogas na rota ferroviária entre Santa Cruz de la Sierra, na Bolívia e São Paulo.

## Elenco
- Marcos Manzano… Nil
- Alexandre Frota… Tom
- Lilian Ramos… Suzana
- Raymundo de Souza… Roque
- Elizabeth Winkler… Branca
- Patrícia Salgado… Rose
- Anselmo Vasconcelos… Carlão
- Gretchen… Natália
- Felipe Levy… Delegado
- José Miziara… Hernandes
- Edgard Franco… Senador

## Estreia e repercussão
Embora seja de 1990, o filme ganhou mais destaque em 1994. Isso por causa da repercussão causada pela aparição de Lilian Ramos ao lado do então presidente Itamar Franco durante o carnaval no Rio de Janeiro — a modelo foi flagrada sem calcinha. Tanto que o longa ganhou uma reestreia em São Paulo. No mesmo ano, ficou em cartaz por um mês no Cine Regência, em Cascadura, no Rio de Janeiro.
Para a Folha de S. Paulo embora Lilian Ramos apareça nua, o filme "não é a oitava maravilha do mundo. Nem a 80ª e nem provavelmente a 800ª". Já o Tribuna da Imprensa, do Rio de Janeiro, ironiza o longa, perguntando como alguém pode "querer achar intrigas políticas num filme 'co-estrelado' (conforme diz a capa) pela Gretchen" ao falar sobre a promessa da produção em trazer "ação e intrigas políticas". A publicação diz que a fita tem "erros gritantes de edição, com planos repetidos na mesma sequência"
Em 1996, ao falar sobre a exibição do filme na programação da CNT, o Jornal do Brasil disse que o longa é o "pior da semana" e que Lilian Ramos só participou do filme porque foi rodado antes do caso carnavalesco. Caso fosse após, "seu cachê poderia comprometer a produção".

O filme chegou às videolocadoras através da distribuidora Sato Company. Embora Lilian Ramos apareça apenas na primeira meia hora do filme, a capa da fita destaca a modelo, chamando-a de "a polêmica".